# Louis Katz
Louis Nelson Katz (1897 à Pinsk, Empire russe - 1973) est un cardiologue américain.

## Biographie
Katz écrit plus de 500 publications sur l'hémodynamique, l'électrocardiographie, l'hypertension, l'athérosclérose expérimentale, la circulation coronarienne, le métabolisme myocardique .
Il reçoit le Prix Albert-Lasker pour la recherche médicale clinique en 1956 .